# Fransk Indokinapiaster
Fransk Indokinapiaster (ICFP - L'Indo-Chine piastre) var den valuta som användes i Franska Indokina. Valutakod var XICP. 1 piaster var = 100 cent.

## Historia
Valutan infördes 1885 för att stabilisera ekonomin i Franska Indokina och ersatte en rad lokala valutor, bland annat mexikansk peso i silver som användes i stora delar och kambodjansk franc som infördes 1875. Indokinapiastern samexisterade med kopparmynt av kinesiskt snitt, s.k cash. Dessa kallades sapèque på franska och đồng på vietnamesiska. Växelkursen mellan piastern och sapeque varierade.
Valutan gällde fram till år 1952.

## Användning
Valutan gavs ut av Banque de L'Indo-Chine som grundades kring 1875.
1951 övertogs utgivningen av Institut d'Emission des Etats du Cambodge, du Laos et du Vietnam inför övergången till nationella valutor men utgivningen fortsatte fram till 1954.
Valutan användes i följande länder:
- Nordvietnam - ersattes av nordvietnamesisk dong 1946
- Sydvietnam - ersattes av sydvietnamesisk dong 1955
- Kambodja - ersattes av riel 1952
- Laos - ersattes av kip 1952

## Valörer
- mynt: det fanns ½ och 1 piaster
- underenhet: fanns i 1/5 (sapèque), 1, 10, 20 och 50 cent
- sedlar: fanns från 10, 20, 50 cent; 1, 5, 20, 100, 500 och 1000 ICFP

## Källa
- Lockhart, Bruce M.; Duiker William J. (2006) (på engelska). Historical Dictionary of Vietnam [Elektronisk resurs]. Lanham: Scarecrow Press. Libris 22405250